# Publius Aelius Hadrianus Afer
Publius Aelius Hadrianus Afer byl majetný římský senátor a voják, který žil v římské říši v průběhu 1. století. Byl otcem císaře Hadriana. Afer pocházel ze Španělska, ale byl římského původu. Narodil se a vyrůstal ve městě Italica (poblíž dnešní Sevilly) v římské provincii Hispania Baetica. Pocházel z bohaté a aristokratické rodiny. Jeho matka byla římská šlechtična a jeho otec byl římský senátor Publius Aelius Hadrianus Marullinus.